# 宮代 (宮代町)
宮代（みやしろ）は、埼玉県宮代町の町名。現行行政地名は宮代一丁目から三丁目。住居表示実施地区（三丁目の一部に未実施区域あり）。郵便番号は345-0823。

## 地理
埼玉県宮代の北部に位置する。区画整理され、住宅が建ち並ぶ。宮代は1955年に生まれた合成地名で、宮代町の中心部に位置することから町名として採用された。おおむね東武動物公園駅から300 mほど南東にあたる地区である。南部は中須用水の土手を境界としている。

### 地価
住宅地の地価は、2024年（令和6年）1月1日の公示地価によれば、宮代一丁目9番31号の地点で7万200円/m2となっている。

## 歴史
- 1965年（昭和40年）4月1日 - 住居表示が実施され、字百間、字道仏の各一部から宮代一丁目〜三丁目が成立[6]。
- 2018年（平成30年）1月27日 - 道仏土地区画整理事業の完成により、換地処分が前日に行われたことに伴い、字道仏の一部が宮代二丁目に編入される[7]。

## 世帯数と人口
2017年（平成29年）4月1日現在の世帯数と人口は以下の通りである。
| 丁目       | 世帯数  | 人口    |
| ---------- | ------- | ------- |
| 宮代一丁目 | 314世帯 | 731人   |
| 宮代二丁目 | 188世帯 | 448人   |
| 宮代三丁目 | 213世帯 | 476人   |
| 計         | 715世帯 | 1,655人 |

## 小・中学校の学区
町立小・中学校に通う場合、学区は以下の通りとなる。
| 丁目       | 番地 | 小学校           | 中学校             | 備考                                         |
| ---------- | ---- | ---------------- | ------------------ | -------------------------------------------- |
| 宮代一丁目 | 全域 | 宮代町立東小学校 | 宮代町立百間中学校 | 1997年度以降より宮代町立笠原小学校も選択可能 |
| 宮代二丁目 | 全域 | 宮代町立東小学校 | 宮代町立百間中学校 | 1997年度以降より宮代町立笠原小学校も選択可能 |
| 宮代三丁目 | 全域 | 宮代町立東小学校 | 宮代町立百間中学校 | 1997年度以降より宮代町立笠原小学校も選択可能 |

## 交通

### 鉄道
東武伊勢崎線（東武スカイツリーライン）が敷設されているが地域内に鉄道駅は無い。最寄り駅は東武動物公園駅となっている。

### 道路
- 埼玉県道85号春日部久喜線
- 埼玉県道154号蓮田杉戸線

## 施設
- 宮代町立百間中学校
- JA南彩宮代
- 中須用水
- 稲荷神社
  - 道佛集会所
- ひだまり公園